# Japanagromyza trifida
Japanagromyza trifida är en tvåvingeart som beskrevs av Spencer 1962. Japanagromyza trifida ingår i släktet Japanagromyza och familjen minerarflugor.
Artens utbredningsområde är Vanuatu. Inga underarter finns listade i Catalogue of Life.